# クリストフ・デュガリー
クリストフ・ジェローム・デュガリー（Christophe Jérôme Dugarry, 1972年3月24日 - ）は、フランス共和国ボルドー郊外ロルモン出身の元サッカー選手。選手時代のポジションはフォワード。

## 経歴
1982年、地元のクラブチームボルドーでキャリアをスタート。1996年にはACミラン、翌シーズンにはFCバルセロナと国外のビッグクラブへと移籍するがいずれもパフォーマンスを発揮することはできなかった。
一方、フランス代表としては1994年に代表デビューを果たして以来、1998年のフランスW杯、EURO2000での優勝に中心選手として貢献。ジネディーヌ・ジダン、エマニュエル・プティらとともに黄金時代を形成した。
フランスW杯後にオリンピック・マルセイユへ入団し母国へ復帰。その後は再びボルドー、バーミンガム・シティFC、カタールのクラブチームに在籍し、2005年に現役生活から引退した。

## 代表歴

### 出場大会
- フランス代表
  - 1994年 キリンカップサッカー 優勝
  - 1996年 UEFA EURO (ベスト4)
  - 1998年 フランスW杯 優勝
  - 2000年 UEFA EURO 優勝
  - 2001年 FIFAコンフェデレーションズカップ 優勝
  - 2002年 日韓W杯 (グループリーグ敗退)

### 試合数
- 国際Aマッチ 54試合 8得点（1994年-2002年）[2][1]

| フランス代表 | 国際Aマッチ | 国際Aマッチ |
| 年           | 出場        | 得点        |
| ------------ | ----------- | ----------- |
| 1994         | 5           | 0           |
| 1995         | 3           | 1           |
| 1996         | 7           | 1           |
| 1997         | 5           | 0           |
| 1998         | 9           | 2           |
| 1999         | 6           | 1           |
| 2000         | 8           | 2           |
| 2001         | 5           | 0           |
| 2002         | 6           | 1           |
| 通算         | 54          | 8           |